# Vroncourt-la-Côte
Vroncourt-la-Côte (bis 1924 nur Vroncourt) ist eine französische Gemeinde mit 27 Einwohnern (Stand: 1. Januar 2022) im Département Haute-Marne in der Region Grand Est (bis 2015 Champagne-Ardenne). Die Gemeinde gehört zum Arrondissement Chaumont und zum 2017 gegründeten Gemeindeverband Meuse Rognon. Die Bewohner werden Vroncourtois(es) genannt.

## Geografie
Die Gemeinde Vroncourt-la-Côte liegt in der Landschaft Bassigny am Nordostrand des Plateaus von Langres am Ende eines Seitentals der oberen Maas, etwa auf halbem Weg zwischen den Städten Chaumont und Vittel. Das 4,24 km² umfassende Gemeindegebiet ist zweigeteilt: im Osten bestimmen Wiesen und Äcker die flache Landschaft, die vom Maas-Nebenfluss Ruisseau du Grand Ru entwässert wird; eine markante 110 Höhenmeter messende bewaldete Steilstufe (la Côte) in der Mitte der Gemeinde leitet auf ein Hochplateau über, das mit weiten Getreidefeldern den Westen der Gemeinde prägt. Umgeben wird Vroncourt-la-Côte von den Nachbargemeinden Huilliécourt im Norden, Levécourt im Osten, Maisoncelles im Südosten, Audeloncourt im Süden sowie Thol-lès-Millières im Westen.

## Bevölkerungsentwicklung
| Jahr      | 1962 | 1968 | 1975 | 1982 | 1990 | 1999 | 2006 | 2013 | 2022 |
| Einwohner | 52   | 59   | 34   | 38   | 37   | 25   | 23   | 23   | 27   |

Im Jahr 1836 wurde mit 169 Bewohnern die bisher höchste Einwohnerzahl ermittelt. Die Zahlen basieren auf den Daten von cassini.ehess.fr bund INSEE.

## Sehenswürdigkeiten
- Kirche Saint-Médard aus dem 12. Jahrhundert, Monument historique[4]
- Château de Vroncourt

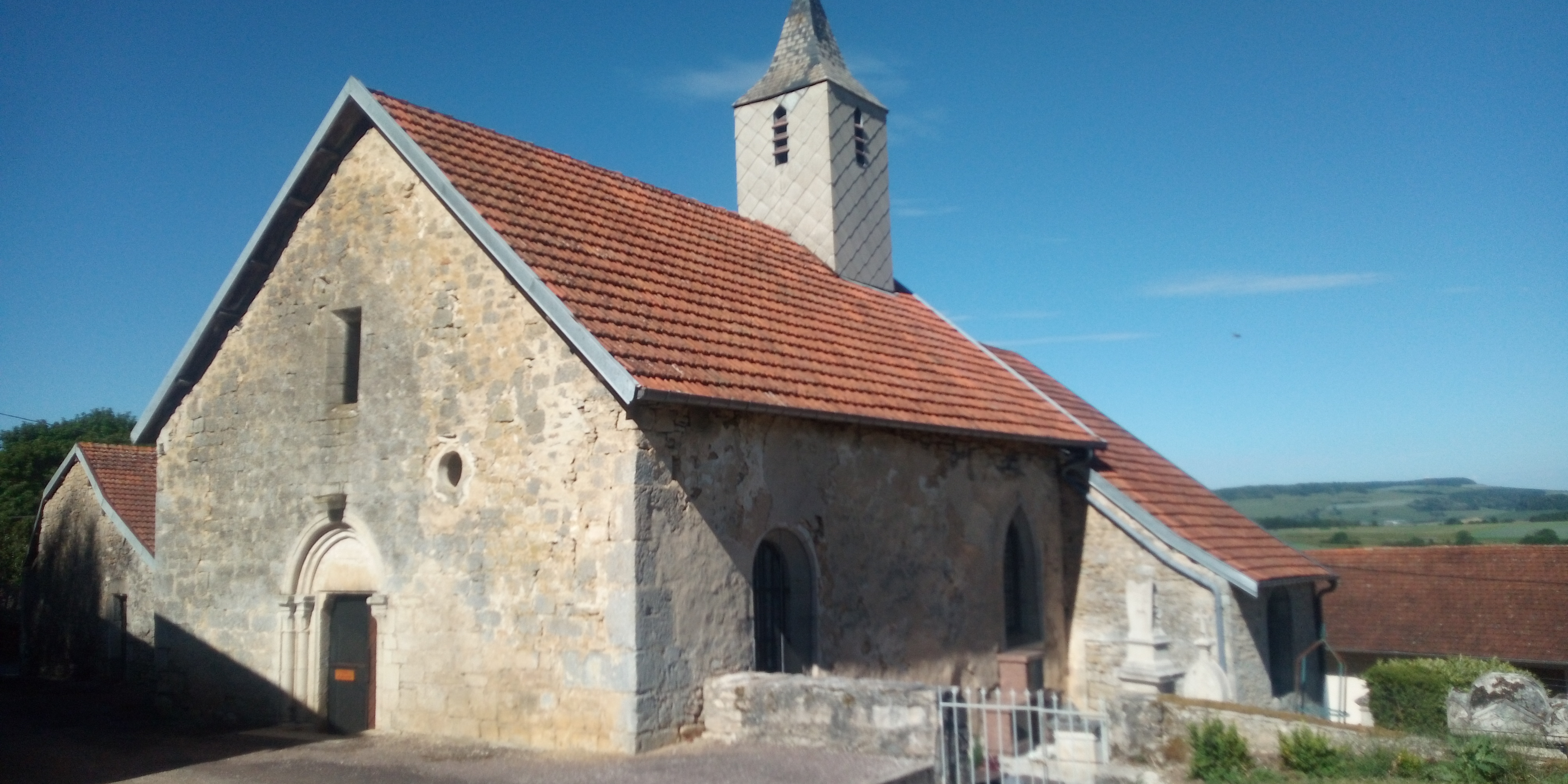
Kirche Saint-Médard
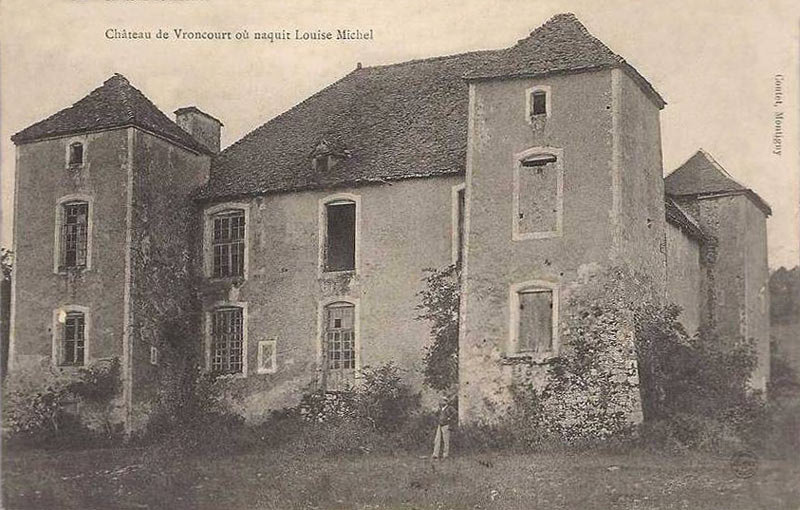
Château de Vroncourt
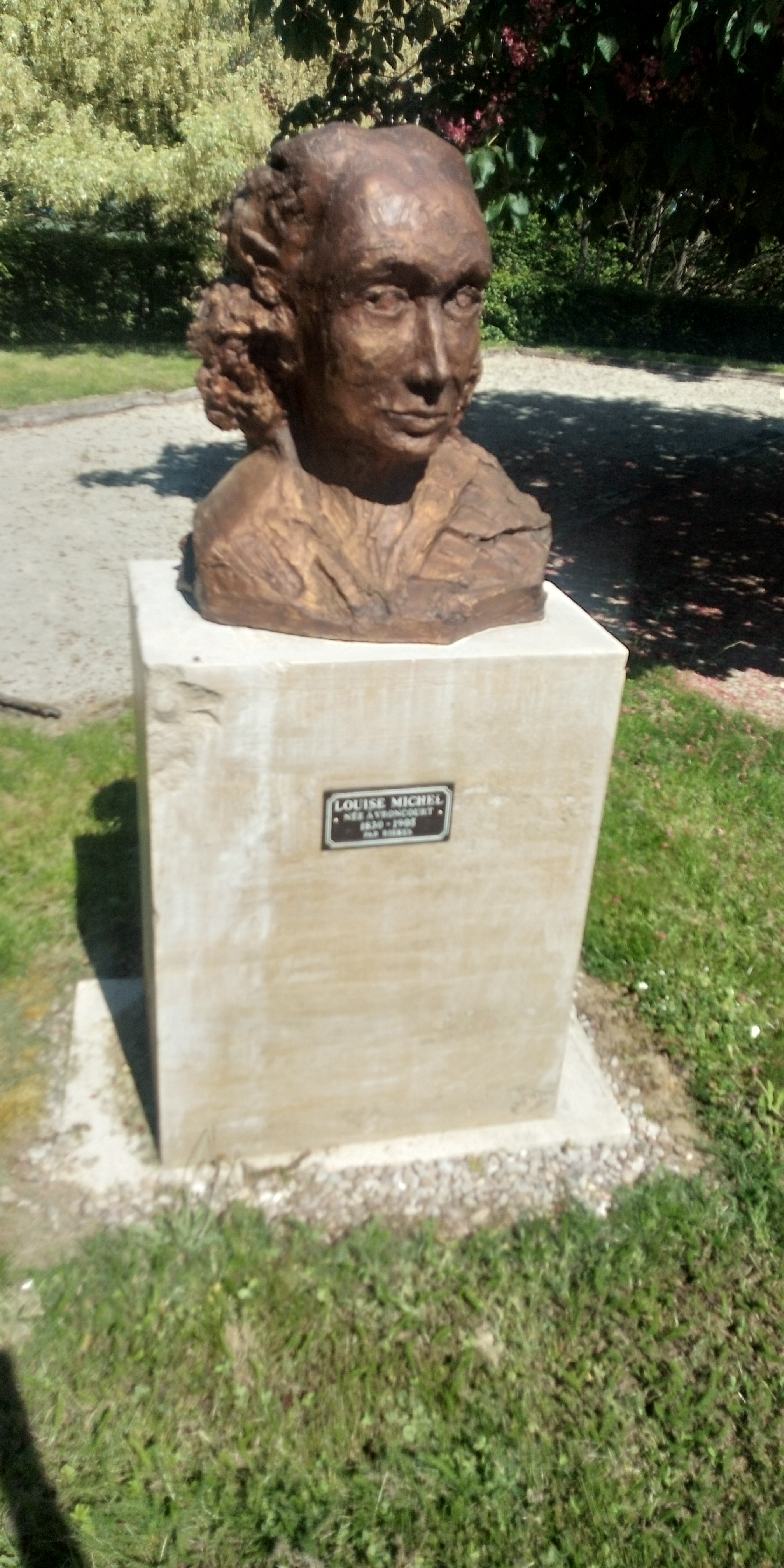
Louise-Michel-Büste
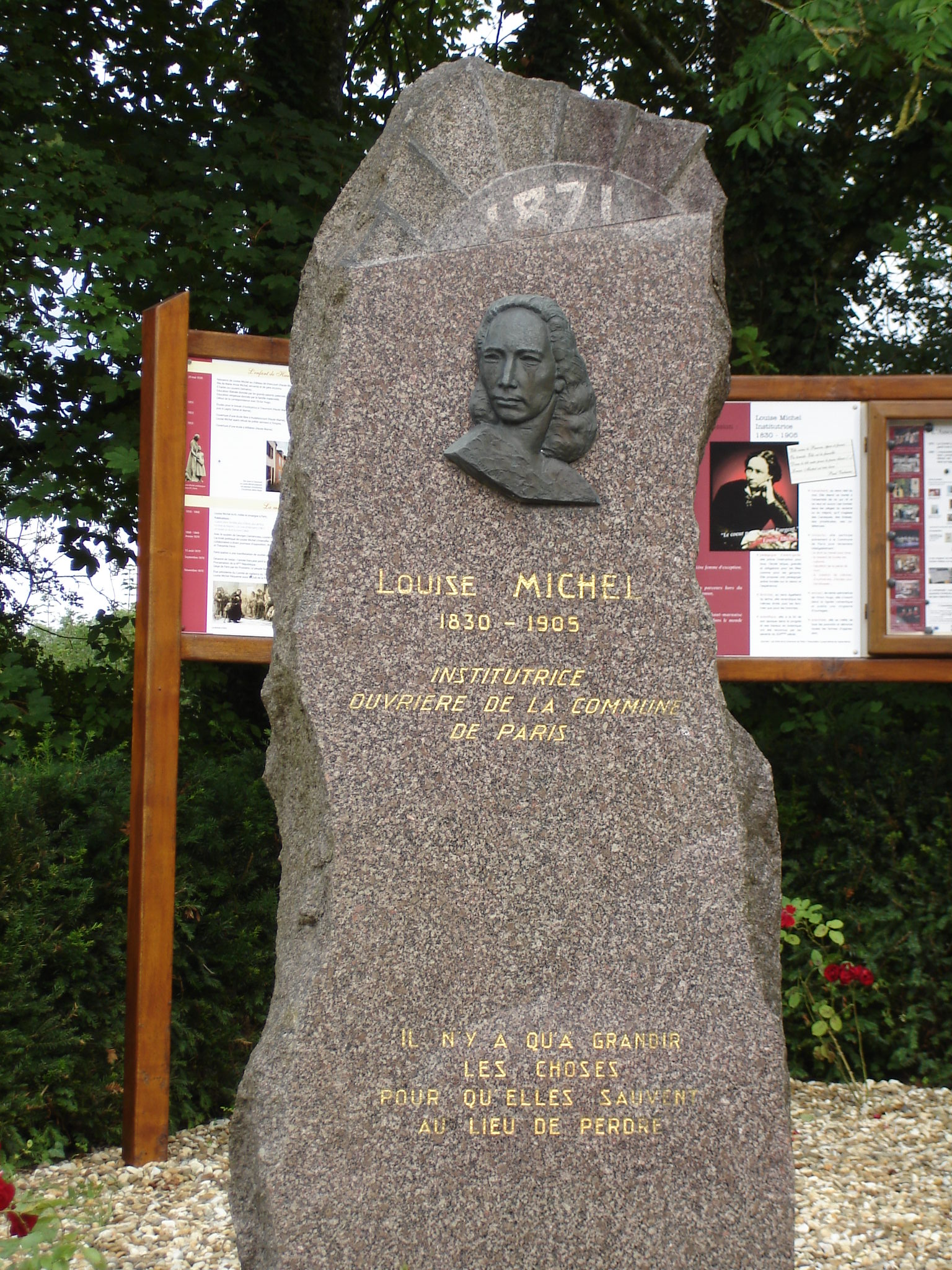
Gedenkstein für Louise Michel
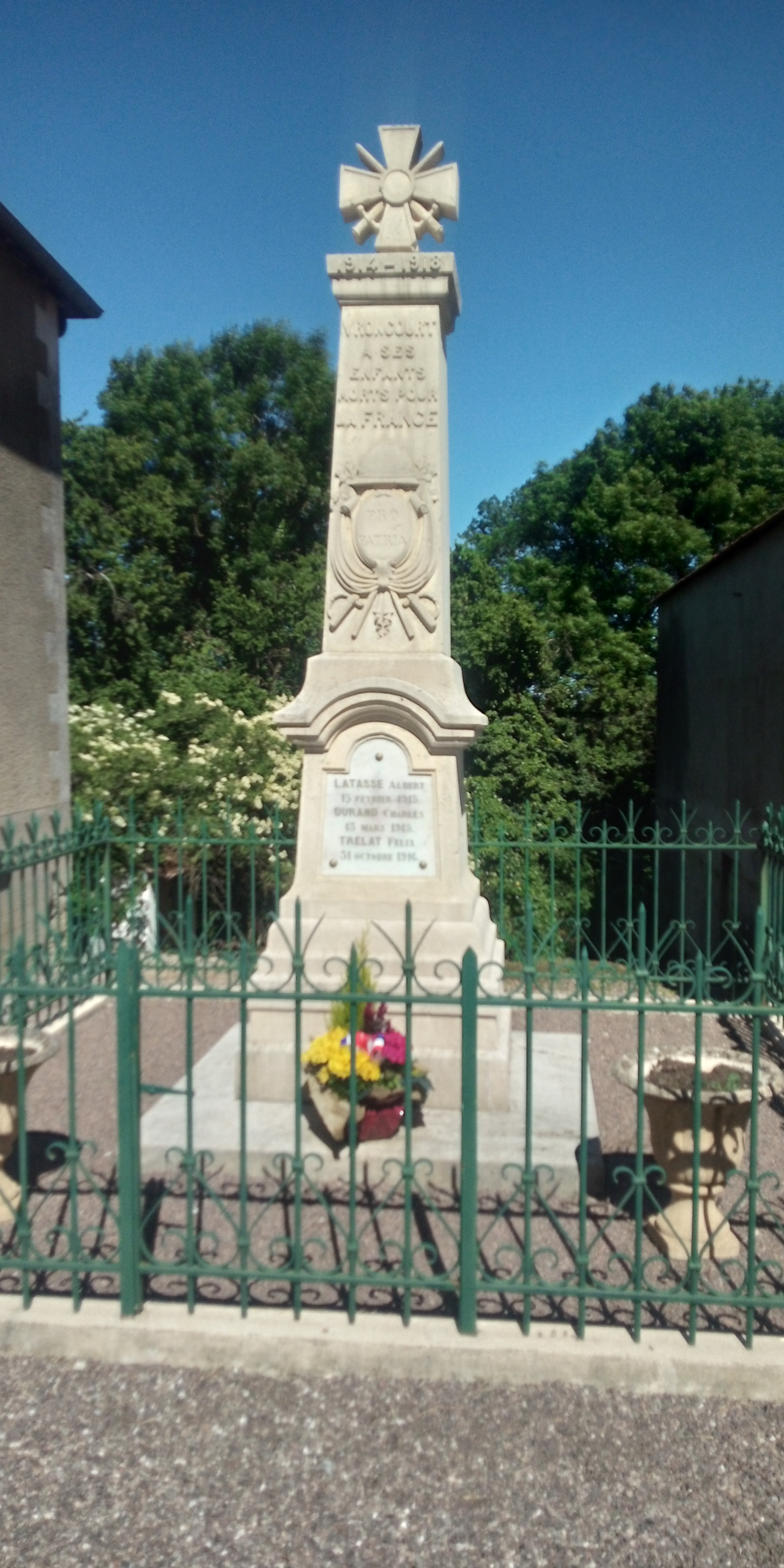
Gefallenendenkmal

## Wirtschaft und Infrastruktur
In Vroncourt-la-Côte ist noch ein Landwirt im Haupterwerb tätig.
Vroncourt-la-Côte liegt abseits der überregional wichtigen Verkehrsachsen. Durch das Gemeindegebiet führt die Straße D131 von Biesles nach Chaumont-la-Ville. Elf Kilometer östlich von Vroncourt-la-Côte besteht in Robécourt Anschluss an die Autoroute A31. In der östlichen Nachbargemeinde Levécourt verläuft die Bahnstrecke Culmont-Chalindrey–Toul ohne Halt in der näheren Umgebung.

## Persönlichkeiten
- Louise Michel (1830–1905), französische Autorin und Anarchistin, geboren am 29. Mai 1830 im Château de Vroncourt

## Belege
1. ↑  Vroncourt-la-Côte, auf cassini.ehess.fr
2. ↑  Vroncourt-la-Côte auf cassini.ehess.fr
3. ↑  Vroncourt-la-Côte auf insee.fr
4. ↑  Eglise in der Base Mérimée des französischen Kulturministeriums (französisch)
5. ↑  Landwirtschaftsbetrieb auf annuaire-mairie.fr (französisch)